# Лъгана-цъгви
О транскрипции, используемой в этой статье, см. Койсанские языки
Лъгана-цъгви — язык, распространенный в центральной Ботсване, вокруг заповедника Сентрал-Калахари. В период с 1997 по 2002 годы люди, жившие на территории заповедника, были выселены в соседние области, однако в 2004 году около 150 человек вернулось (или осталось на исконной территории). В настоящее время продолжается борьба за репатриацию.
Несмотря на очень большое количество лексических совпадений между диалектами, часто рассматривается как 2—4 отдельных языка. Из идиомов общепризнанными являются только лъгана и цъгви. Статус остальных не выяснен, имеющиеся в литературе названия могут быть названиями идиомов разной близости, синонимичными лингвонимами или даже топонимами. Близок к языку наро.
Многие говорящие на лъгана-цъгви являются носителями двух и более языков. Как дополнительные языки общения используются наро, в меньшей степени — тсвана и очень редко — английский.

## Фонология

### Гласные
Вокализм представлен 10-членной треугольной системой, включающей пять простых (оральных), три носовых и два фарингализованных монофтонга:
|         | передние | средние | задние  |
| верхние | i        |         | u       |
| средние | e, ẽ     |         | o, õ, o̰ |
| нижние  |          | a, ã, a̰ |         |

Различие гласных по долготе слабо изучено. Встречающиеся «долгие» гласные могут быть как настоящими долгими, так и псевдо-долгими, представляющими последовательность двух фонем (как в нама).
Система дифтонгов представлена двумя фонемами: [oa] и [o̰a̰].

### Согласные

#### Нещёлкающие согласные
|                 |                           | Губные | Зубные | Альвеолярные | Палатальные | Велярные | Увулярные | Глоттальные |
| Смычные         | Звонкие                   | b      | d      | dz           | ɟ           | g        | ɢ         |             |
| Смычные         | Глухие (непридыхательные) | p      | t      | ts           | c           | k        | q         | ʔ           |
| Смычные         | Придыхательные            | ph     | th     | tsh          | ch          | kh       | qh        |             |
| Смычные         | Абруптивы                 |        | (t')   | ts'          | c'          | k'       | q'        |             |
| Смычные         | Глухие стечения           |        | tχ     | tsχ          |             |          |           |             |
| Смычные         | Абруптивные стечения      |        | tχ'    | tsχ'         |             | kx'      |           |             |
| Носовые смычные | Носовые смычные           | m      | n      |              |             | (ŋ)      |           |             |
| Щелевые         | Щелевые                   |        |        | s            |             |          |           |             |
| Дрожащие        | Дрожащие                  |        | ɾ      |              |             |          |           |             |
| Скользящие      | Скользящие                | w      |        |              | j           |          |           |             |

#### Клики
В языке лъгана-цъгви выделяют от 48 до 52 щелкающих согласных (различая 12—13 исходов). Как и во многих языках чу-кхве, в лъгана-цъгви существует тенденция к замене кликов на нещелкающие согласные с близкой артикуляцией, что связано с влиянием соседних языков банту. Многие слова, которые раньше включали клики в начальной позиции (что можно показать путём сравнения родственных слов из близких языков), утратили их за последние несколько столетий.
За исключением отсутствия билабиальных щелчков (ʘ), инвентарь кликов близок к таковому языка чъоан.
| Аффрицированные (менее шумные) клики | Аффрицированные (менее шумные) клики | «Острые» (шумные) клики | «Острые» (шумные) клики | Описание исхода                             |
| Дентальные                           | Латеральные                          | Постальвеолярные        | Палатальные             | Описание исхода                             |
| gǀ                                   | gǁ                                   | gǃ                      | gǂ                      | Звонкий непридыхательный                    |
| kǀ                                   | kǁ                                   | kǃ                      | kǂ                      | Глухой непридыхательный                     |
| kǀh                                  | kǁh                                  | kǃh                     | kǂh                     | Глухой придыхательный                       |
| ɢǀ                                   | ɢǁ                                   | ɢǃ                      | ɢǂ                      | Звонкий непридыхательный увулярный          |
| qǀ                                   | qǁ                                   | qǃ                      | qǂ                      | Глухой непридыхательный увулярный           |
| qǀh                                  | qǁh                                  | qǃh                     | qǂh                     | Глухой придыхательный увулярный             |
| kǀ'                                  | kǁ'                                  | kǃ'                     | kǂ'                     | Велярный эйективный                         |
| qǀ'                                  | qǁ'                                  | qǃ'                     | qǂ'                     | Увулярный эйективный                        |
| qǀχ                                  | qǁχ                                  | qǃχ                     | qǂχ                     | Глухой увулярный + щелевой увулярный        |
| qǀχ'                                 | qǁχ'                                 | qǃχ'                    | qǂχ'                    | Глухой увулярный + увулярный эйективный     |
| ŋǀ                                   | ŋǁ                                   | ŋǃ                      | ŋǂ                      | Носовой                                     |
| ŋǀh                                  | ŋǁh                                  | ŋǃh                     | ŋǂh                     | Придыхательный носовой                      |
| ŋ̊ǀʔ                                  | ŋ̊ǁʔ                                  | ŋ̊ǃʔ                     | ŋ̊ǂʔ                     | Ингрессивный глухой носовой + глоттализация |

### Просодия
Лъгана-цъгви — тоновый язык. Система тонов представлена тремя регистровыми тонами — высоким (a), средним (ā) и низким (à) и тремя контурными — нисходящим плавным (á), резко нисходящим (â) и восходящим плавным (ǎ).

### Морфонология
Слоги обычно имеют структуру CV, а также CVN (где N — носовой согласный), CVV и V.
В односложных морфемах могут встречаться только простые и носовые монофтонги. Носовым гласным в слогах CV всегда предшествует носовой согласный.
В двусложных морфемах вида C1V1C2V2, в позиции C1 могут встречаться любые согласные, за исключением n и ɾ, в положении C2 — только b, m, ɾ, n, j и w. В положении V1 могут встречаться любые гласные, включая дифтонги, в V2 — лишь простые и носовые монофтонги.
Характерной особенностью является использование в односложных морфемах только двух тонов (высокого и низкого.) В двусложных морфемах первый гласный может нести любой из шести тонов, тогда как второй несет только высокий тон. Для трехсложных морфем выявлено 14 тоновых вариантов. За исключением двух слов, в которых второй слог несет средний тон, ход тона в трехсложных морфемах соответствует таковому для комбинации двусложной морфемы с односложной.